# Liste der Biografien/Brank
Liste der Biografien |
Portal Biografien |
Personensuche
# |
A |
B |
C |
D |
E |
F |
G |
H |
I |
J |
K |
L |
M |
N |
O |
P |
Q |
R |
S |
T |
U |
V |
W |
X |
Y |
Z |
?
 
Ba |
Be |
Bd |
Bg |
Bh |
Bi |
Bj |
Bl |
Bm |
Bn |
Bo |
Br |
Bs |
Bu |
Bw |
By |
Bz
 
Bra |
Brc |
Brd |
Bre |
Brg |
Bri |
Brj |
Brk |
Brl |
Brn |
Bro |
Brp–Brt |
Bru |
Brv |
Bry |
Brz
 
Braa |
Brab |
Brac |
Brad |
Brae |
Braf |
Brag |
Brah |
Brai |
Braj |
Brak |
Bral |
Bram |
Bran |
Brao |
Braq |
Brar |
Bras |
Brat |
Brau |
Brav |
Braw |
Brax |
Bray |
Braz
 
Brana |
Branc |
Brand |
Brane |
Branf |
Brang |
Branh |
Brani |
Brank |
Branl |
Brann |
Brano |
Branq |
Brans |
Brant |
Brany |
Branz
Die Liste der Biografien führt alle Personen auf, die in der deutschsprachigen Wikipedia einen Artikel haben. Dieses ist eine Teilliste mit 19 Einträgen von Personen, deren Namen mit den Buchstaben „Brank“ beginnt.

## Brank

### Branka
- Branka, Peter (* 1972), österreichischer Komponist
- Brankačk, Achim (1926–2013), sorbischer Lehrer, Chorleiter und Autor
- Brankamp, Klaus (1939–2007), deutscher Maschinenbau-Ingenieur und Unternehmer
- Brankart, Jean (1930–2020), belgischer Radsportler
- Brankatschk, Jan (1930–1990), deutscher Historiker sorbischer Nationalität
- Brankatschk, Stanislaw (* 1954), deutscher Schauspieler und Theaterregisseur

### Branki
- Brankin, Rhona (* 1950), schottische Politikerin

### Branko
- Branko Mladenović († 1365), serbischer Sebastokrator, Statthalter von Ohrid
- Branko, Pavel (1921–2020), tschechoslowakischer Filmkritiker, Filmtheoretiker, literarischer Übersetzer und Autor von sprachkritischen Werken
- Branković, Đorđe (1645–1711), siebenbürgischer Gesandter und Graf
- Branković, Mara (1416–1487), serbische Prinzessin aus dem Adelsgeschlecht der Branković
- Branković, Maria (1466–1495), serbische Prinzessin, durch Ehe Markgräfin von Montferrat
- Branković, Nedžad (* 1962), bosnisch-herzegowinischer Politiker und Ministerpräsident der Föderation Bosnien und Herzegowina
- Branković, Siniša (* 1979), serbischer Fußballspieler
- Branković, Slobodan (* 1967), serbischer Sprinter
- Branković, Stefan († 1476), Despot von Serbien
- Branković, Vuk (1345–1397), serbischer FürstVuk Branković (1345–1397)

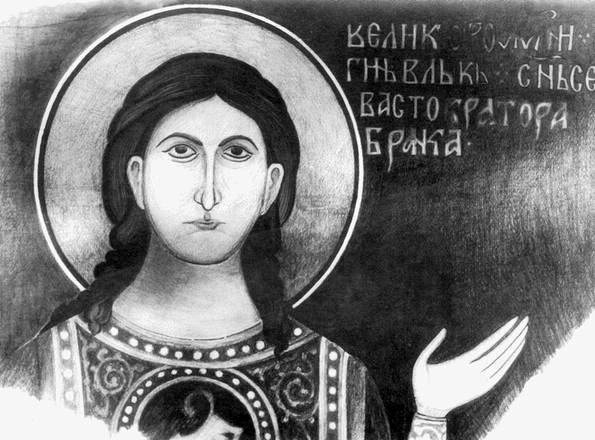
Vuk Branković (1345–1397)

- Brankovič-Likozar, Tadeja (* 1979), slowenische Biathletin
- Brankow, Georgi (1913–1997), bulgarischer Ingenieur